# Пауэр, Гарольд Септимус
Гарольд Септимус Пауэр (англ. Harold Septimus Power; 1877—1951) — австралийский живописец, был официальным военным художником Австралии в Первой мировой войне.

## Биография
Родился 31 декабря 1877 года в Новой Зеландии в городе Данидин в семье ирландского шляпника Peter Power и его шотландской жены Jane, которые позже эмигрировали в Австралию.
В достаточно раннем возрасте Гарольд покинул семейный дом, чтобы продолжить жизнь как художник. После различных занятий переехал в Аделаиду, где начал изучать живопись. В Аделаиде работал иллюстратором и карикатуристом в газетах Adelaide Observer, South Australian Register и Adelaide Critic.  Выставлялся в 1899 году в Мельбурнском художественном клубе (Melbourne Art Club). В 1904 году Гарольд Пауэр был приглашен в качестве доверительного лица в художественную галерею Art Gallery of South Australia для написания ряда сценовых картин с животными.
Между 1905 и 1907 годами Пауэр учился в Академии Жюлиана в Париже. Позже переехал в Лондон, где стал членом  Royal Institute of Oil Painters и Society of Animal Painters; выставлялся в Королевской академии художеств. Первая персональная выставка художника состоялась в австралийском Guild Hall в Мельбурне в июне 1913 года — на ней были представлены его работы написанные маслом, а также акварели сельских пейзажей, которые использовались в качестве фонов для сцен с лошадьми и охоты.

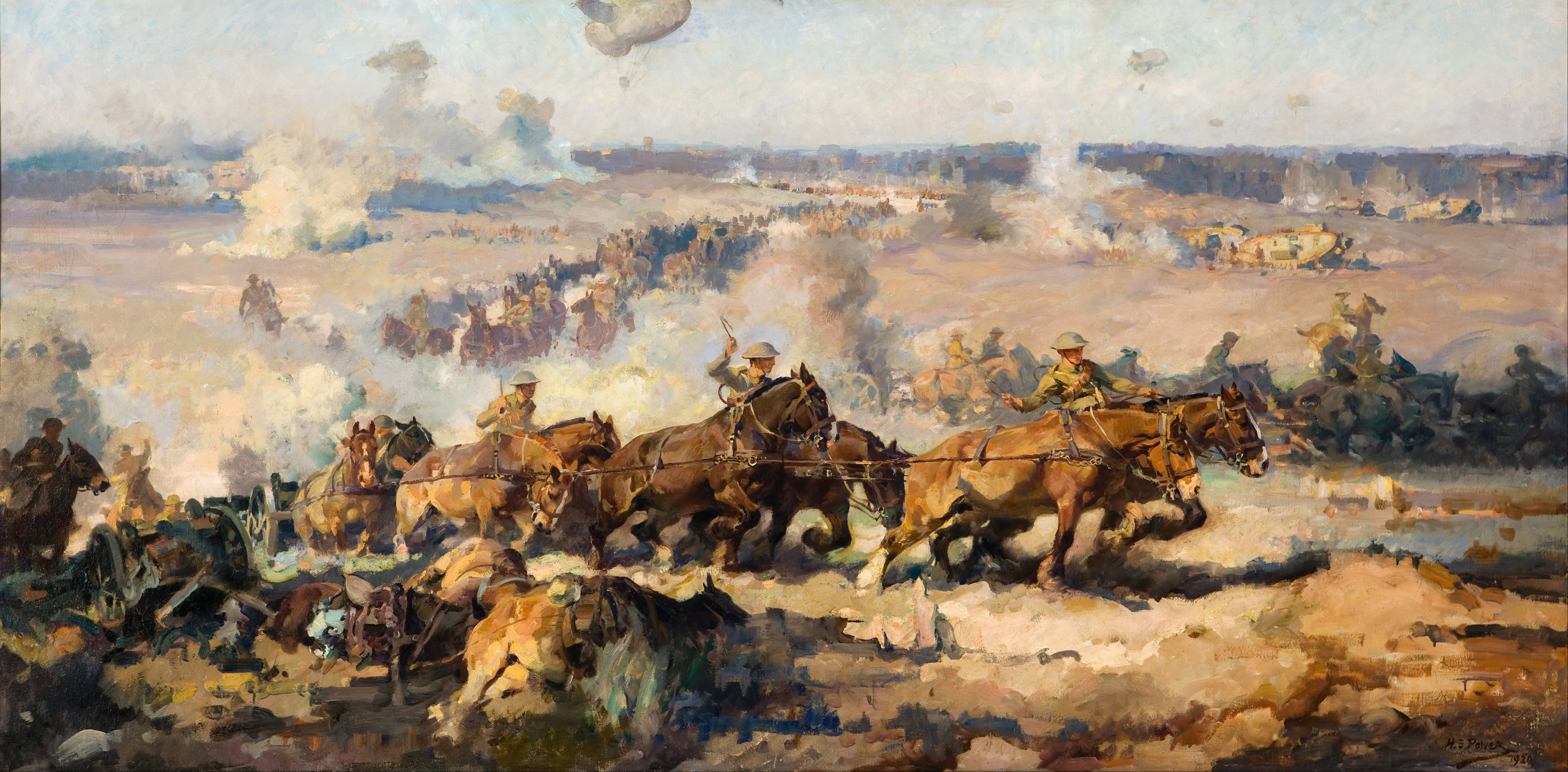
Картина The battle before Villers-Bretonneux, 8 августа 1918 года

После начала Первой мировой войны австралийское правительство назначило официальных военных художников для отображения деятельности Австралийских имперских сил на европейском театре военных действий. Пауэр стал официальным военным художником с почетным званием лейтенанта в 1917 году и приписан к 1-й дивизии Австралийских имперских сил. Многие его работы касались участия кавалерии в боевых сражениях. После окончания войны и до 1938 года он работал в австралийском отделе военных документов.
Умер 3 января 1951 года в австралийском городе Мельбурне. 
Часть его работ находится в музеях Австралии.